# Kendima
Kendima is een geslacht van hooiwagens uit de familie Cranaidae.
De wetenschappelijke naam Kendima is voor het eerst geldig gepubliceerd door Roewer in 1932. 

## Soorten
Kendima is monotypisch en omvat slechts de volgende soort:
- Kendima albiornata